# Hendrik van Heuraet
Hendrik van Heuraet (né vraisemblablement le 8 septembre 1634 à Haarlem; † vers 1660, sans doute à Leyde) est un  mathématicien néerlandais du début du XVIIe siècle, attaché au cercle de van Schooten.

## Biographie
Son père, Abraham van Heuraet (mort en 1651) est un drapier originaire de Hambourg, qui épousa en 1631 Maria de Coninck à Haarlem. La famille connut une période difficile à la mort de la mère en 1636, et le père connut des difficultés financières. Hendrik van Heuraet étudia la médecine à l'université de Leyde de 1653. Simultanément, il prenait des leçons particulières de géométrie auprès de Frans van Schooten, de Johan Hudde et de Christian Huygens. En 1655, un héritage lui assura l'indépendance financière. En 1658 il étudia avec Hudde à l'académie protestante de Saumur, avant d'achever ses cours de médecine à Leyde.
Heuraet appartenait, comme Christian Huygens, François de Sluse, Hudde et de Witt, au cercle de mathématiciens réunis autour de Frans van Schooten, lequel enseignait la Géométrie algébrique de Descartes à Leyde. Heuraet s'intéressa en particulier au problème de la rectification des arcs de courbe. Dans une lettre adressée en 1658 à van Schooten (Epistola de transmutatione curvarum linearum in rectas), il donne notamment, indépendamment de William Neile et de Fermat, la longueur d'arc d'une parabole comme égale à une certaine surface : cette réduction d'un problème à un autre, de nature apparemment fort différente, parut aux savants de l'époque un grand progrès. La même année, il s'engagea pourtant dans une querelle de priorité avec Huygens. Dans la proposition IX de l’Horologium Oscillatorium (1673), Huygens donnera un aperçu historique du problème de la rectification des arcs, qui fera derechef couler beaucoup d'encre. S'il y concède que Jean Heuraet de Haarlem, « ...le premier de tous, ramena une ligne courbe définie par la géométrie, à la mesure d'un segment de droite », il prend soin d'indiquer qu'à son avis Heuraet a eu communication des lettres que lui, Christian Huygens, avait adressées à la fin de l’année 1657 à van Schooten sur un problème apparenté (la longueur d'un arc d'une parabole semi-cubique est égale au périmètre d'un cercle méridien du conoïde parabolique) ; et de  conclure : « Assurément, il ne fut pas difficile, à un homme d'une intelligence aussi vive, de comprendre que la mesure de la surface de ce conoïde est liée à la longueur même de l'arc parabolique. »
L’œuvre de Heuraet se rattache aux débuts du calcul infinitésimal. Ses résultats ont été en partie publiés en annexe de la traduction latine que van Schooten a donné de la Géométrie de Descartes (2e éd. en 2 vol. 1659, 1661).

## Note
1. ↑  Sa date de naissance est comprise entre le 2 février et le 8 septembre 1634 : le certificat de succession, qu'il ne pouvait assumer, suivant les lois de son pays, qu'à 21 ans échus, date du 8 septembre 1655. Cf. Jan van Maanen, « Hendrick van Heureat (1634-1660?): His Life and Mathematical Work », Centaurus, vol. 27,‎ 1984, p. 218–279.
2. ↑  On ne sait rien de la fin de sa vie. Huygens ne l'évoque que dans une lettre de 1659.
3. ↑  D'après « Mariage le 11 octobre 1631 à Leyde (Pays-Bas) », sur Coret Généalogie
4. ↑  Cf. Michel Blay, La Naissance de la Mécanique analytique, PUF, coll. « Bibl. d'histoire des sciences », 1992 (ISBN 9782130441243), p. 374
5. ↑  Cf. à ce sujet l'intéressant livre de U. Frankfourt et A. Frenk (trad. I. Sokolov), Christiaan Huygens, Moscou, éditions Mir, 1976, « XX. Travaux mathématiques », p. 294-95
6. ↑  Cf. Blay, op. cit. p.49, note 75